# Okręty podwodne typu AA
Okręty podwodne typu AA – trzy wybudowane w latach 1918–1919 amerykańskie okręty podwodne okresu międzywojennego zwane także typem T, których podstawowymi wymaganiami konstrukcyjnymi była wysoka prędkość nawodna, dzielność morska oraz duży zasięg. Budowa tych okrętów wyrosła z biorącego początek w 1911 roku zainteresowania amerykańskiej marynarki szybkimi okrętami podwodnymi. Jakkolwiek okręty tego typu były bliskie spełnienia tych wymagań, nękane były awariami maszynowni, zaś kształt ich dziobu powodował, iż pokład tych okrętów był zbytnio zalewany wodą podczas pływania, uniemożliwiając suchy rejs. Pierwszy okręt tego typu, nazwany początkowo USS „Schley”, pierwotnie wyposażony został w 4 wyrzutnie torpedowe na pokładzie kalibru 18" (450 mm), które jednak zostały zdemontowane, i nie zostały zamontowane także na kolejnych okrętach tego typu. W zamian jednostki te otrzymały pojedyncze działo 4" (102 mm), które zastąpiło zainstalowane pierwotnie działo kalibru 3" (76 mm). W roku 1920, jednostki tego typu zostały przemianowane na określenia alfanumeryczne od T-1 do T-3. W latach 1925–1927 T-3 otrzymał nową maszynownię, co jednak nie zmniejszyło jego problemów technicznych. Wszystkie okręty typu AA-1 zostały pocięte na złom w 1930 roku.